# Калинин, Игорь Александрович
Игорь Александрович Калинин (род. 1959) — украинский государственный деятель. Председатель Службы безопасности Украины (3 февраля 2012 — 9 января 2013), Советник Президента Украины (2013—2014), генерал-полковник.

## Биография
Родился 28 декабря 1959 года селе Райово Мытищинского района Московской области. В 1981 году окончил Московское высшее командное училище дорожных и инженерных войск. Кандидат военных наук по специальности «разведка и иностранные армии». С 1984 года служил в КГБ СССР. В 1986—1988 годах проходил службу в Афганистане, участник боевых действий, награждён орденом Красной Звезды.
В 1992—2002 годах — преподаватель Национальной академии Службы безопасности Украины. В 2002—2005 годах — начальник Центра специальной подготовки Главного управления «А» СБУ. В 2005—2010 годах — директор Центра специальной подготовки охранников «Альфа-Щит». В апреле 2010 года назначен начальником Управления государственной охраны Украины.
С 3 февраля 2012 по 9 января 2013 года председатель Службы безопасности Украины. Как отмечал в дни его назначения экс-зампред СБУ генерал Александр Скипальский: «Новый глава СБУ — полностью человек президента Януковича», при этом «он специалист, а не олигарх». 24 августа 2012 года присвоено воинское звание генерал-полковник. Советник Президента Украины с 9 января 2013 по 24 февраля 2014 года.
6 марта 2014 года Евросоюз и Канада объявили, что Калинин числится в списках высокопоставленных украинских чиновников, против которых вводятся финансовые санкции. Санкции были отменены через год.